# Ядгар Мухаммад-мирза
Ядгар Мухаммад Мирза (ок. 1452—1470) — принц из династии Тимуридов, правитель Герата (июль-август 1470), сын Султана Мухаммада Мирзы (1418—1452) и потомок среднеазиатского завоевателя Тамерлана.

## Биография
Единственный сын Султана Мухаммада Мирзы (1418—1452), правителя Фарса в Персии (1447—1451), внука Шахруха. Его матерью была Тунди Беки Ага, одна из двух жен Султана Мухаммада Мирзы. В 1451 году Султан Мухаммад был взят в плен своим братом Мирзой Абу-л-Касимом Бабуром, который приказал его казнить. В 1458 году Джаханшах Кара-Коюнлу захватил Герат, но вскоре был вынужден отступить в свои владения, взяв с собой Ядгара Мухаммада в Азербайджан. В 1467 году Узун Хасан из племени Ак-Коюнлу победил Джаханшаха Кара-Коюнлу и захватил его владения. Ядгар Мухаммад Мирза стал проживать при дворе Узун Хасана.
В 1469 году Узун Хасан, правитель государства Ак-Коюнлу, выдал Ядгару Мухаммаду пленного тимурида Абу-Сеида Мирзу, которого он победил и взял в плен в битве при Карабахе в 1469 году. Ранее Абу-Сеид Мирза отдал приказ о казни Гаухаршад бегим, вдовы Шахруха и прабабки Ядгара Мухаммада. В феврале 1469 года по приказу Ядгар Мухаммада Абу-Сеид Мирза был убит.
В том же 1469 году Узун Хасан провозгласил принца Ядгара Мухаммада Мирзу преемником Абу-Сеида и предоставил ему войско, чтобы он захватил Хорасан, который тогда контролировался Султаном Хусейном Мирзой Байкарой. Вначале ему удалось захватить Астрабад и Горган, но в сентябре 1469 года Ядгар Мухаммад Мирза был разбит Хусейном в битве под Мешхедом. Ядгар Мухаммад обратился за помощью к своему покровителю. Узун Хасан прислал ему новые подкрепления, с которым он продолжил борьбу и взял Себзевар. Вскоре Хусейн Байкара отбил Себзевар, но на помощь Ядгару Мухаммаду прибыли два сына Узун Хасана с новыми силами. Хорасанские эмиры и солдаты стали переходить из лагеря Хусейна Байкары на сторону Ядгара Мухаммада. В конце концов Хусейн Байкара был вынужден покинуть Герат, который в 5 июля 1470 года занял Ядгар Мухаммад Мирза. Несмотря на это, его войска были ненадежны, и Хусейн Байкара 21 августа 1470 года ночью ворвался в Герат и захватил город. Ядгар Мухаммад Мирза был взят в плен и казнен по приказу Хусейна Байкары.